# Sidni Hoxha
Sidni Hoxha, född 6 januari 1992, är en albansk simmare.
Hoxha tävlade för Albanien vid olympiska sommarspelen 2008 i Peking, där han blev utslagen i försöksheatet på 50 meter frisim. Vid olympiska sommarspelen 2012 i London blev Hoxha utslagen i försöksheatet på 100 meter frisim.
Vid olympiska sommarspelen 2016 i Rio de Janeiro blev Hoxha utslagen i försöksheatet på 50 meter frisim.